# Diego Rodríguez Porcelos

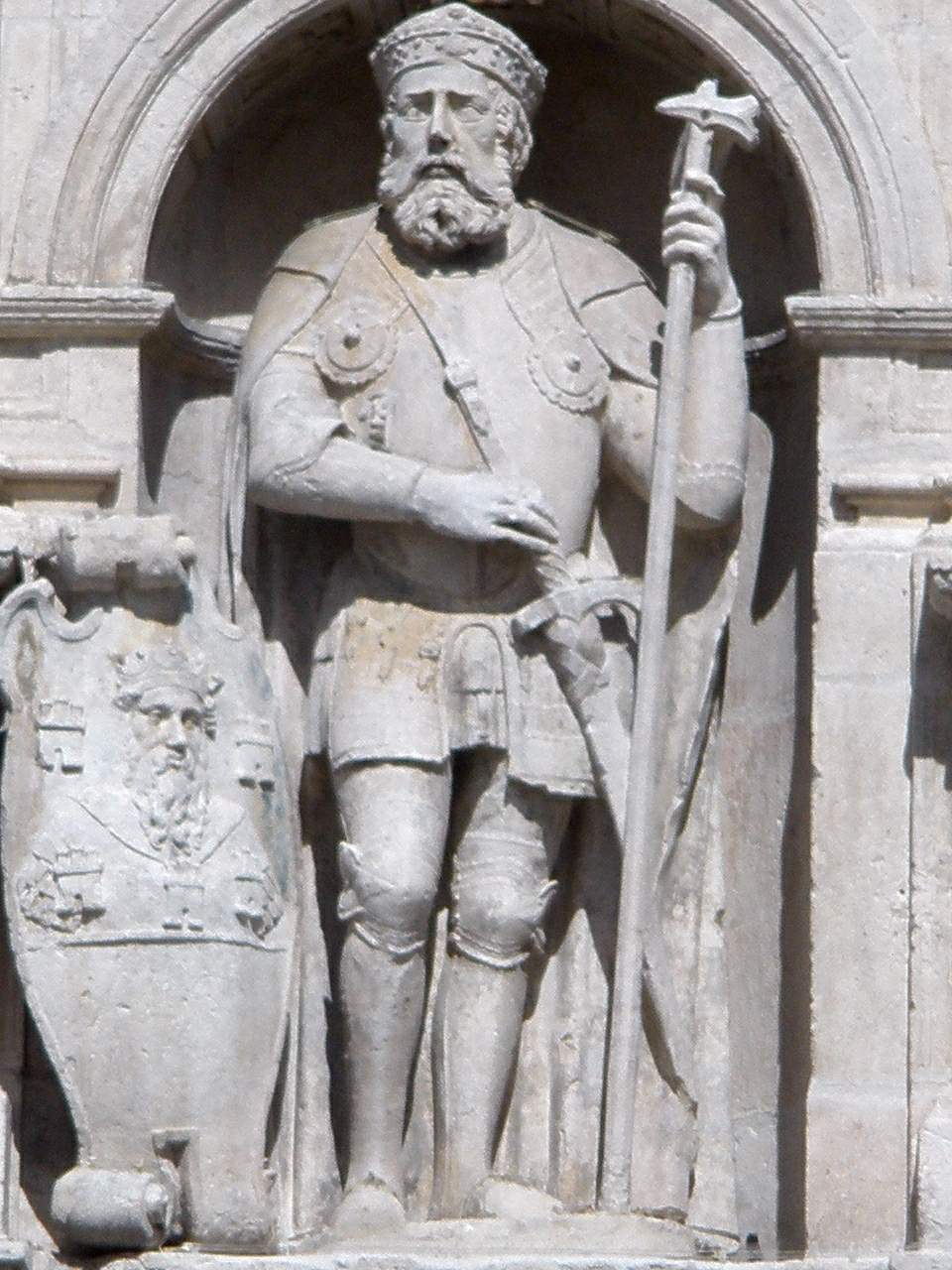
Statue von Diego Rodríguez Porcelos’ am Arco de Santa María in Burgos

Diego Rodríguez Porcelos war unter König Alfons III. von Asturien (reg. 866–910) in den Jahren 873–885 zweiter Graf von Kastilien (Conde de Castilia); im Jahr 884 gründete er die Stadt Burgos. Nach ihm ist auch die aus annähernd 40 Weilern (pedanías) bestehende Gemeinde Villadiego nordwestlich der Stadt Burgos benannt.

## Leben
Die Fakten und Daten zu seinem Leben sind spärlich: Sein Vater war Graf Rodrigo von Kastilien (reg. ca. 860–873). Von seiner Militärbasis, der Burg von Pancorbo, dehnte Diego Rodríguez Porcelos sein Herrschaftsgebiet bis zum Río Arlanzón aus. Außerdem belebte er das bereits von den Westgoten gegründete, aber in islamisch-maurischer Zeit untergegangene Bistum Oca neu. Ende des 9. Jahrhunderts erhielt Diego Rodríguez Porcelos von Alfons III. den Auftrag zur Wiederbesiedlung (repoblación) des entvölkerten Landes; wie weit er dabei allerdings in die Gebiete südlich von Burgos vorstieß, ist unbekannt. Die ehemals zeitweise von seinem Vater beherrschte, aber auch vom Königreich Navarra beanspruchte Grafschaft Álava im benachbarten Baskenland konnte er nicht wieder erobern. Er verstarb im Jahr 885 möglicherweise im Kampf gegen die Mauren.

## Nachwirkungen
Diego Rodríguez Porcelos hatte mindestens drei Söhne: Gómez Díaz wurde Graf von Saldaña, von Gonzalo Díaz ist nur wenig bekannt und Fernando Díaz wurde Graf von Lantarón und Cerezo. Nach Diego Rodríguez’ Tod zerfiel die Grafschaft Kastilien in mehrere Herrschaftsgebiete und wurde erst knapp 50 Jahre später durch Fernán González (reg. 931–970) wiedervereinigt.